# Otto Liman von Sanders
Otto Viktor Karl Liman von Sanders (17 de fevereiro de 1855 — 22 de agosto de 1929) foi um Tenente-general alemão que serviu como conselheiro e comandante militar do Império Otomano durante a Primeira Guerra Mundial.

## Biografia
Nasceu em Stolp na região da Pomerânia, Alemanha. Seu pai era um nobre de origem judaica. Assim como muitos outros prussianos oriundos de famílias aristocráticas, juntou-se ao exército e subiu na hierarquia até o posto de Tenente-general. Como vários generais prussianos antes dele (von Moltke e o Barão von der Goltz), foi nomeado chefe de uma missão militar alemã junto ao Império Otomano em 1913. Por quase 80 anos o Império Otomano vinha tentando modernizar seu exército ao longo de concepções européias. Liman von Sanders seria o último alemão a tentar esta tarefa.
Em 1915 foi encarregado das defesas da península de Galípoli. Liman teve pouco mais de um mês para organizar as defesas, mas ele tinha duas coisas a seu favor. Primeiro, o 5º Exército era a melhor formação do Exército Otomano, possuindo bem equipados 84 000 soldados divididos em seis divisões. Segundo, ele foi ajudado pela má liderança aliada. Em vez de usar sua enorme frota para forçar a passagem através do estreito de Dardanelos, os almirantes britânicos e franceses pediram tropas terrestres para capturar a península de Galípoli para que seus navios de guerra pudessem navegar no Mar de Mármara sem serem molestados. Em 23 de abril de 1915, os britânicos desembarcaram uma importante força no Cabo Helles. Uma das melhores decisões de Liman durante este tempo foi promover Mustafa Kemal (mais tarde conhecido como Atatürk) comandante da 19º Divisão. A divisão de Kemal literalmente salvou o dia para os otomanos. Suas tropas marcharam no dia da invasão e ocuparam a linha de cume acima do local de desembarque das forças ANZAC, no momento que as tropas ANZAC preparavam-se para escalar a encosta. Kemal reconheceu o perigo e pessoalmente certificou-se de que suas tropas ocupavam a linha do cume. Os turcos nunca foram desalojados de suas posições, apesar dos constantes ataques aliados nos cinco meses seguintes.
De abril a novembro de 1915 (quando a decisão aliada de evacuar Galípoli foi tomada), Liman teve que lutar contra numerosos ataques contra suas posições defensivas. Os britânicos tentaram outro desembarque na baía de Suvla, que também foi detido pelos defensores otomanos. O único ponto positivo para os britânicos em toda esta operação foi que eles conseguiram evacuar suas posições sem muitas perdas. No entanto, esta batalha foi uma grande vitória para o exército otomano e parte do crédito é dado ao comando de Liman von Sanders.
Ainda no início de 1915, o chefe anterior da missão militar alemã junto ao Império Otomano, Barão von der Goltz, chegou em Istambul, nomeado conselheiro militar do impotente sultão Maomé V Raxade. O velho Barão não se dava bem com Liman von Sanders e também não gostava dos três Pashas (Enver Pasha, Cemal Paxá e Mehmed Talat) que efetivamente dirigiam o Império Otomano durante a guerra. O Barão propôs algumas grandes ofensivas contra os ingleses, mas estas propostas não deram em nada em face das ofensivas aliadas contra os otomanos em três frentes (Dardanelos, Cáucaso e Mesopotâmia). Liman tentava se livrar do velho Barão, quando Enver Pasha o enviou para lutar contra os ingleses na Mesopotâmia, em outubro de 1915. (Goltz morreu seis meses mais tarde, pouco antes do exército britânico render-se em Kut, Iraque).
Em 1918, último ano da guerra, Liman von Sanders assumiu o comando do exército otomano durante a Campanha do Sinai e Palestina, substituindo o general alemão Erich von Falkenhayn que havia sido derrotado pelo general britânico Allenby, no final de 1917. Nesta missão foi prejudicado pelo declínio significativo no poder do exército otomano. Suas forças foram incapazes de fazer algo mais do que ocupar posições defensivas e esperar pelo ataque britânico. O ataque demorou longo tempo para se concretizar, mas quando o General Allenby, finalmente lançou seu exército, todo o exército otomano foi destruído em uma semana de luta (ver a Batalha de Megido). Na derrota quase foi capturado por soldados britânicos.
Após o término da guerra, foi preso na ilha de Malta em fevereiro de 1919 sob a acusação de ter cometido crimes de guerra, mas foi libertado seis meses depois. Aposentou-se do exército alemão nesse mesmo ano.
Em 1927 publicou um livro, que havia escrito no cativeiro em Malta, sobre suas experiências antes e durante a guerra. Dois anos depois, Otto Liman von Sanders morreu em Munique, com a idade de 74 anos.